# プロールズ島

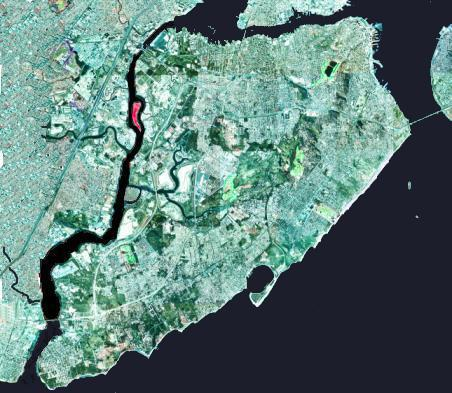
アーサー・キルに浮かぶプロールズ島（赤で示されている）

プロールズ島（Prall's Island）はニューヨーク州スタテンアイランドとニュージャージー州リンデンの間のアーサー・キルに浮かぶ無人島。面積は0.36km2。ニューヨーク市のスタテンアイランド区の一部となっている小さい島の1つである。
その名前は、初期のスタテンアイランドの植民者Arendt Jansen Prall Van Naarden（1647年 - 1725年）（オランダ語ではPraal）の子孫でおそらく孫にあたる現地の農家Abraham Prall（1706年 – 1775年）に由来する。最初は1688年に治めたニューヨーク州知事トーマス・ドンガン（1634年 - 1715年）にちなみドンガン島（Duncan's island）として知られていた。その名前は後にダンカン島（Duncan's Island）に転訛した。プロールズ島という名前は19世紀後半まで定着しなかった。現在はニューヨーク市が所有しており、バードサンクチュアリとしてニューヨーク市のパーク・アンド・レクリエーション部門で管理されている。